# Ton (metriskt)
Ton, även metriskt ton, är en viktenhet på 1000 kg.

## Beskrivning
Ordet "ton" går att härleda till det allmänna ordet för "tunna" i Nordsjöområdet – (cf. Frisiskans tunne, holländska tonne, äldre högtyska tonna) – där vikten på en full tunna av största sorten på närmare en meter i höjd låg runt 950–1 100 kg. Det metriska tonet är en härledd enhet för vikt och massa definierad som 1000 kg. Tonnet, med förkortningen t, antogs av Comité international des poids et mesures 1879, och är även godtagen för användning i Internationella måttenhetssystemet. Detta är vad som vanligen avses när "ton" används i svenska.
Viktenheten kan kombineras med olika prefix för att ange olika multiplar.
- Deciton (¹/₁₀ ton d.v.s. 100 kg) används inom agrikultur, främst angående sådd och skörd.
- Kiloton TNT-ekvivalent, förkortat kton, tusen ton, används bland annat vid angivande av sprängkraften i kärnvapen, där till exempel den första atombomben som släpptes över HIroshima hade en sprängkraft motsvarande 15 kton TNT.
- Megaton TNT-ekvivalent, förkortat Mton, miljoner ton, används på liknande sätt vid angivande av sprängkraft i större kärnvapen, där till exempel den största bomben som någonsin detonerats, Tsar Bomba, hade en sprängkraft motsvarande 50 Mton TNT.
- Gigaton, förkortat Gton, miljarder ton, används i klimatsammanhang vid angivande av den mängd koldioxid mänskligheten hittills har släppt ut, se koldioxidbudget.